# 前1530年代
| 千纪： | 前2千纪 |
| 世纪： | 前17世纪 \| 前16世纪 \| 前15世纪                                                                                     |
| 年代： | 前1560年代 \| 前1550年代 \| 前1540年代 \| 前1530年代 \| 前1520年代 \| 前1510年代 \| 前1500年代                       |
| 年份： | 前1539年 \| 前1538年 \| 前1537年 \| 前1536年 \| 前1535年 \| 前1534年 \| 前1533年 \| 前1532年 \| 前1531年 \| 前1530年 |

## 重要事件及趋势
- 根据古今本《竹书纪年》，此时大约为商朝雍己、太戊在位时
- 前1539年— 古埃及帝王谷开始使用
- 前1534年—古埃及出现最早的星图[1]
- 前1530年—巴比伦第一王朝结束，加喜特王朝开始